# Willy Colombini
Willy Colombini (23 febbraio 1932) è un attore italiano.

## Biografia
Willy Colombini, figlio dell'attore Ugo Colombini conosciuto con lo pseudonimo Walter Grant, partecipa all'età di 8 anni nel 1940 al film Odessa in fiamme di Carmine Gallone. Girato a Cinecittà nel famoso teatro 5. All'età di 10 anni recita in un documentario dal titolo Il piccolo amico di Beethoven. Nel 1950 è a teatro con la compagnia di Mario Carotenuto "Cavalcata a piedi" e lavora nel film di Mario Soldati "Ok Nerone" con Walter Chiari. Nel 1953 lavora con Garinei e Giovannini nella commedia musicale "Giove in doppio petto" con Carlo Dapporto. Nel film Orlando e i paladini di Francia per la regia di Pietro Francisci essendo un ginnasta, fece la controfigura del protagonista. Nel 1956 lavora in teatro nella compagnia di Mario Riva "Gli italiani son fatti così" dove oltre a Mario Riva e Riccardo Billi c'è un trio comico formato da Nino Manfredi, Paolo Ferrari e Gianni Bonagura. Rientra nel mondo del grande schermo, nel film Le fatiche di Ercole col ruolo di Castore diretto da Pietro Francisci è il primo film mitologico e dà il via al filone dei peplum. Ottiene, in seguito, un altro ruolo nel film di Pietro Francisci Ercole e la regina di Lidia. 
Nel 1958 fa ancora teatro con Garinei e Giovannini nella compagnia Un trapezio per Lisistrata con Delia Scala, Nino Manfredi, Paolo Panelli e Mario Carotenuto. L'anno dopo lavora sempre con Garinei e Giovannini in Rinaldo in campo con Delia Scala, Domenico Modugno e Paolo Panelli. Partecipa a molte pellicole di genere, fra cui ricordiamo in particolare Due marines e un generale, e uno fra i suoi più grandi successi, 3 Supermen a Tokio, dove interpreta un supereroe. Ma, il vero ruolo da protagonista, lo ottiene soltanto nella commedia L'uomo dal pennello d'oro, del 1969, affiancato da Marcella Michelangeli ed Edwige Fenech. Lavora ancora da protagonista nel film western Wanted Johnny Texas. 
Nel 1970 lavora nel film Io..Donna su una sua sceneggiatura e tutte le scene degli esterni girati a New York girati come regista, ma al rientro a Roma per divergenze con la produzione cede i diritti di regia e sceneggiatura eseguita come attore protagonista, la regia è stata affidata ad Alfredo Cardone, risultando un film del tutto differente dalla sua sceneggiatura iniziale. Negli ultimi anni della sua carriera, Colombini ha partecipato alla pellicola Il ritorno di Clint il solitario ed al film con Lando Buzzanca, Bello come un arcangelo (1974). 
Nel 1975 ha girato un film a New York con il cinema indipendente americano, come regista e sceneggiatore, dal titolo Do it, storia di un padre con il figlio drogato, che tenta in tutte le maniere di farlo uscire dalla droga, ma visto che tutto è inutile lo segue e muoiono tutti e due. Per questo film ha vinto il primo premio della città di New York. Successivamente ha montato delle scene e le fotografie durante il Rugantino col quale è andato in tournée a Toronto, New York, e Buenos Aires realizzando un documentario dal titolo Rugantino In America con cui ha vinto il primo premio al "Festival Internazionale del cinema d'arte" di Milano a Palazzo Reale. 

## Filmografia

### Attore

#### Cinema
- Odessa in fiamme, regia di Carmine Gallone (1948)
- Le fatiche di Ercole, regia di Petro Francisci (1958)
- Vite perdute, regia di Adelchi Bianchi e Roberto Mauri (1959)
- Ercole e la regina di Lidia, regia di Petro Francisci (1959)
- Le italiane e l'amore, segmento Il prezzo dell'amore (1961)
- Ercole sfida Sansone, regia di Petro Francisci (1962)
- Tarzak contro gli uomini leopardo, regia di Carlo Veo (1964)
- Due marines e un generale, regia di Luigi Scattini (1965)
- Perché uccidi ancora, regia di José Antonio de la Loma e Edoardo Mulargia (1965)
- Pecos è qui: prega e muori!, regia di Maurizio Lucidi (1967)
- Wanted Johnny Texas, regia di Emimmo Salvi (1967)
- Per amore... per magia..., regia di Duccio Tessari (1967)
- 3 Supermen a Tokio, regia di Bitto Albertini (1968)
- Ein dreifach Hoch dem Sanitätsgefreiten Neumann, regia di Franz Marischka (1969)
- Le 10 meraviglie dell'amore, regia di Sergio Bergonzelli e Theo Maria Werner (1969)
- L'uomo dal pennello d'oro, regia di Franz Marischka (1969)
- Io... donna, regia di Alberto Cardone (1971)
- Il ritorno di Clint il solitario, regia di Alfonso Balcázar (1972)
- Tutti figli di Mammasantissima, regia di Alfio Caltabiano (1973)
- Bello come un arcangelo, regia di Alfredo Giannetti (1974)
- La città sconvolta: caccia spietata ai rapitori, regia di Fernando Di Leo (1975)
- Lo sceicco la vede così, regia di José Bénazéraf (1976)
- Kakkientruppen, regia di Marino Girolami (1977)

#### Televisione
- Requiem per un peso massimo (1970) - film TV
- Dal primo momento che ti ho visto (1976) - serie TV
- Qui squadra mobile (1976) - miniserie TV

### Soggetto
- Io... donna, regia di Alberto Cardone (1971)